# Questa è la stanza
Questa è la stanza è un romanzo grafico pubblicato dall'autore italiano Gian Alfonso Pacinotti, in arte Gipi, nel 2005.
Il fumetto è stato stampato in Italia da Coconino Press, mentre un'edizione francese è uscita nello stesso anno per l'editore Gallimard con il titolo Le Local. Per questo suo lavoro, Gipi ha ricevuto il premio Micheluzzi al miglior disegnatore (2006).

## Edizioni
- Gipi, Questa è la stanza, Bologna, Coconino Press, 2005, ISBN 8876180397.
- Gipi, Le Local, traduzione di Hélène Dauniol-Remaud, Bayou, Parigi, Gallimard, 2006.
- Gipi, Questa è la stanza, collana Gipi n. 5, Roma, Repubblica-L'Espresso, 2018.